# Macrocerides attophilus
Macrocerides attophilus är en tvåvingeart som beskrevs av Ronald Henry Lambert Disney 2008. Macrocerides attophilus ingår i släktet Macrocerides och familjen puckelflugor. Inga underarter finns listade i Catalogue of Life.